# Hibiscus scindicus
Hibiscus scindicus är en malvaväxtart som beskrevs av John Ellerton Stocks. Hibiscus scindicus ingår i Hibiskussläktet som ingår i familjen malvaväxter. Inga underarter finns listade i Catalogue of Life.